# 石门贪泉遗址
石门贪泉遗址位于中国广州市白云区石井镇庆丰村，是广州的一处历史古迹。

## 典故
古时在石门（现流溪河与白坭河交汇处）的南面半公里处有贪泉井，相传凡饮过该井水的人都会起贪念。东晋元兴元年(402年)，广州刺史吴隐之到广州赴任，特意到贪泉饮水，并流下诗句：“古人云此水，一歃怀千金，试使夷齐饮，终当不易心”，说明贪婪是个人的操行品德，与饮泉水无关，及表示自己为政清廉。因石门景色秀丽，宋、元两均代把“石门返照”列为羊城八景之一。
在五代时期的南汉君主不喜欢“贪泉”这个名字，派人把泉填了。到明朝万历廿四年（1596年）李凤重刻贪泉石碑竖立在江边。后来因各地官员慕名而来，令当地村民产生厌恶，他们把贪泉填塞，石碑埋于江中。到民国四年（1915年）广东发生大洪水后，贪泉石碑露出泥面，村民把它竖到原处。1963年把原件移至广州博物馆碑廊，由广州文物管理委员会仿制一碑竖在原处。2002年9月，石门贪泉遗址被公布为广州市登记文物保护单位。2015年8月入选第八批广州市文物保护单位。

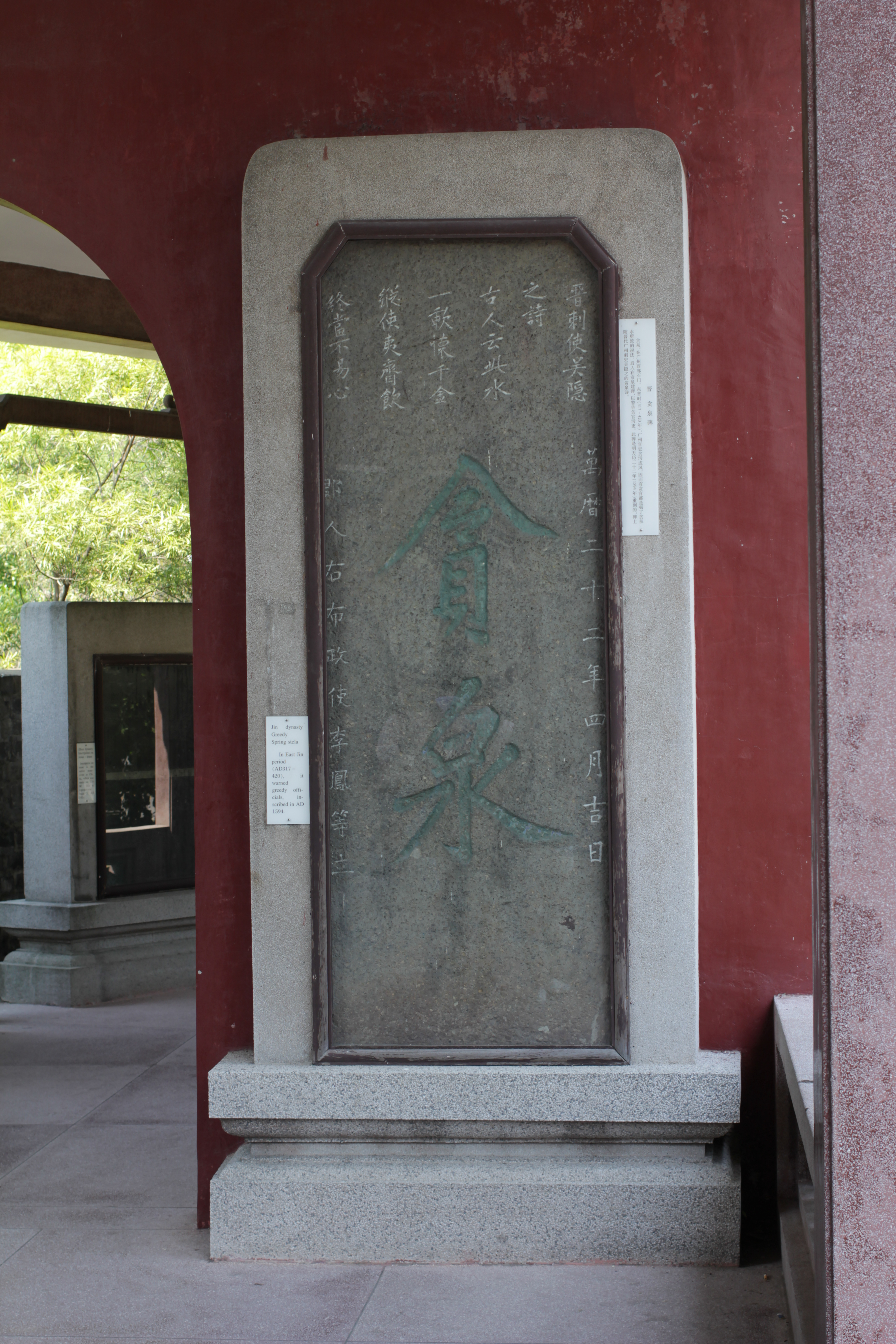
移至广州博物馆碑廊的原件